# Myristica johnsii
Myristica johnsii är en tvåhjärtbladig växtart som beskrevs av W.J.de Wilde. Myristica johnsii ingår i släktet Myristica och familjen Myristicaceae. Inga underarter finns listade i Catalogue of Life.